# Ernest Weekley
Ernest Weekley (27. dubna 1865 – 7. května 1954) byl britský filolog, mezi léty 1898 to 1938 profesor moderních jazyků na Nottinghamské univerzitě. Nejznámější jsou jeho díla z oboru etymologie, jeho An Etymological Dictionary of Modern English je i po devadesáti letech od vydání citován autory obdobných prací.
V roce 1899 se oženil s Friedou von Richthofen a měli spolu tři děti:
- Charles Montague (* 1900)
- Elsa Agnès (* 1902)
- Barbara Joy (* 1904)

Manželství bylo rozvedeno v roce 1913 po jejím odchodu s D. H. Lawrencem.

## Výběr z bibliografie
- The Romance of Words (1912)
- The Romance of Names (1914)
- Surnames (1916)
- A Concise Etymological Dictionary of Modern English (1924)
- Words Ancient and Modern (1926)
- More Words Ancient and Modern (1927)
- Adjectives — and other words (1930)
- Words and Names (1932)
- Something about words (1935)
- Jack and Jill. A Study in our Christian names (1939)
- Words Ancient and Modern (1946)